# Almogía
Almogía é um município da Espanha, na província de Málaga, comunidade autónoma da Andaluzia. Tem 164 km² de área e em 2021 tinha 3 859 habitantes (densidade: 23,5 hab./km²). Limita com os municípios de Antequera, Villanueva de la Concepción, Casabermeja, Málaga, Cártama e Álora.